# Liste der Bodendenkmäler in Tettenweis
Auf dieser Seite sind die Bodendenkmäler in der niederbayerischen Gemeinde Tettenweis zusammengestellt. Diese Tabelle ist eine Teilliste der Liste der Bodendenkmäler in Bayern. Grundlage ist die Bayerische Denkmalliste, die auf Basis des Bayerischen Denkmalschutzgesetzes vom 1. Oktober 1973 erstmals erstellt wurde und seither durch das Bayerische Landesamt für Denkmalpflege geführt wird. Die folgenden Angaben ersetzen nicht die rechtsverbindliche Auskunft der Denkmalschutzbehörde.

## Bodendenkmäler der Gemeinde Tettenweis

### Bodendenkmäler in der Gemarkung Hütting
| Lage               | Objekt | Akten-Nr.     | Bild |
| ------------------ | --- | ------------- | ---- |
| Hütting (Standort) | Grabhügel vorgeschichtlicher Zeitstellung, unter anderem der Bronzezeit, sowie Schürf- bzw. Materialgruben vor- und frühgeschichtlicher Zeitstellung. | D-2-7545-0048 |      |

### Bodendenkmäler in der Gemarkung Oberschwärzenbach
| Lage                         | Objekt                                                                                             | Akten-Nr.     | Bild |
| ---------------------------- | -------------------------------------------------------------------------------------------------- | ------------- | ---- |
| Oberschwärzenbach (Standort) | Station des Paläolithikums und Mesolithikums.                                                      | D-2-7545-0071 |      |
| Oberschwärzenbach (Standort) | Bestattungsplatz vor- und frühgeschichtlicher oder mittelalterlich-frühneuzeitlicher Zeitstellung. | D-2-7545-0199 |      |

### Bodendenkmäler in der Gemarkung Poigham
| Lage               | Objekt | Akten-Nr.     | Bild |
| ------------------ | --- | ------------- | ---- |
| Poigham (Standort) | Grabhügel vorgeschichtlicher Zeitstellung. | D-2-7545-0073 |      |
| Poigham (Standort) | Verebnete Grabhügel vorgeschichtlicher Zeitstellung. | D-2-7545-0074 |      |
| Poigham (Standort) | Siedlung des Neolithikums, unter anderem der Altheimer Gruppe, sowie der mittleren oder späten Latènezeit.                                               | D-2-7545-0075 |      |
| Poigham (Standort) | Verebnete Grabhügel vorgeschichtlicher Zeitstellung. | D-2-7545-0076 |      |
| Poigham (Standort) | Verebnete Grabhügel vorgeschichtlicher Zeitstellung. | D-2-7545-0077 |      |
| Poigham (Standort) | Verebnetes viereckiges Grabenwerk mittelalterlicher oder vor- und frühgeschichtlicher Zeitstellung.                                                      | D-2-7545-0078 |      |
| Poigham (Standort) | Siedlung vor- und frühgeschichtlicher Zeitstellung. | D-2-7545-0080 |      |
| Poigham (Standort) | Untertägige mittelalterliche und frühneuzeitliche Siedlungsteile sowie Herrschaftssitz des späten Mittelalters im Bereich der Einöde Birndorf.           | D-2-7545-0166 |      |
| Poigham (Standort) | Untertägige mittelalterliche und frühneuzeitliche Befunde und Funde im Bereich der katholischen Filialkirche St. Leonhard und St. Wolfgang in Ottenberg. | D-2-7545-0188 |      |
| Poigham (Standort) | Untertägige mittelalterliche und frühneuzeitliche Siedlungsteile im Bereich des Weilers Unterschwärzenbach.                                              | D-2-7545-0196 |      |
| Poigham (Standort) | Körpergräber vor- und frühgeschichtlicher oder mittelalterlicher Zeitstellung.                                                                           | D-2-7545-0200 |      |

### Bodendenkmäler in der Gemarkung Ruhstorf a.d.Rott
| Lage                         | Objekt                                               | Akten-Nr.     | Bild |
| ---------------------------- | ---------------------------------------------------- | ------------- | ---- |
| Ruhstorf a.d.Rott (Standort) | Verebnete Grabhügel vorgeschichtlicher Zeitstellung. | D-2-7545-0064 |      |

### Bodendenkmäler in der Gemarkung Tettenweis
| Lage                  | Objekt | Akten-Nr.     | Bild |
| --------------------- | --- | ------------- | ---- |
| Tettenweis (Standort) | Untertägige mittelalterliche und frühneuzeitliche Befunde und Funde im Bereich der katholischen Pfarrkirche St. Martin in Tettenweis sowie des Kirchhofes. | D-2-7545-0176 |      |
| Tettenweis (Standort) | Untertägige Befunde und Funde des Mittelalters bzw. der frühen Neuzeit im Bereich einer abgegangenen Kapelle bzw. Kirche in Tettenweis.                    | D-2-7545-0197 |      |
| Tettenweis (Standort) | Untertägige mittelalterliche und frühneuzeitliche Funde und Befunde im Bereich des ehemaligen Schlosses von Tettenweis.                                    | D-2-7545-0198 |      |